# Клоштар-Подравський
45°59′ пн. ш. 17°10′ сх. д. / 45.98° пн. ш. 17.16° сх. д.
Клоштар-Подравський (хорв. Kloštar Podravski) — громада і населений пункт в Копривницько-Крижевецькій жупанії Хорватії.

## Населення
Населення громади за даними перепису 2011 року становило 3 306 осіб. Населення самого поселення становило 1 532 осіб.
Динаміка чисельності населення громади:
Динаміка чисельності населення центру громади:

## Населені пункти
Крім поселення Клоштар-Подравський, до громади також входять:
- Буданчевиця
- Козареваць
- Пруговаць